# Rio Nadder
O Rio Nadder é um afluente do Rio Avon, que flui no sul do condado de Wiltshire, na Inglaterra.
O rio corre do norte, de Ludwell a West End, onde se junta com o córrego Ferne, próximo à reserva natural de Lower Coombe and Ferne Brook Meadows. O rio então corre para leste através de Barford St Martin e Burcombe antes de chegar a Wilton. Próximo a Quidhampton, ele se junta com o Rio Wylye, que flui do norte. Após passar por Harnham, o Nadder se junta ao Avon próximo à Catedral de Salisbury.
Incluindo sua cabeceira, o comprimento do rio é de cerca de 55 km.

## Galeria

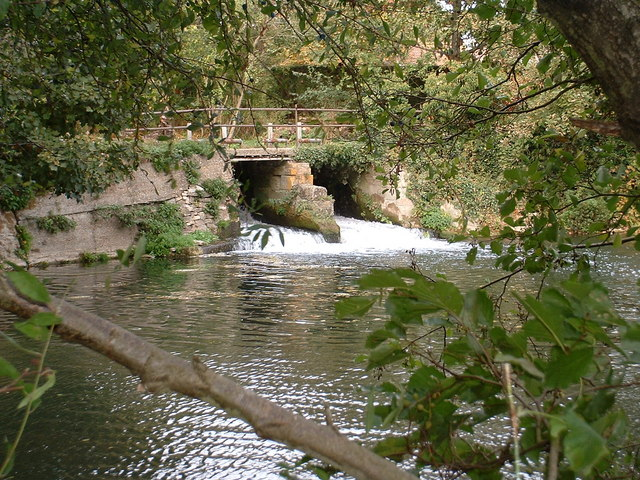
O Nadder no Moinho de Teffont
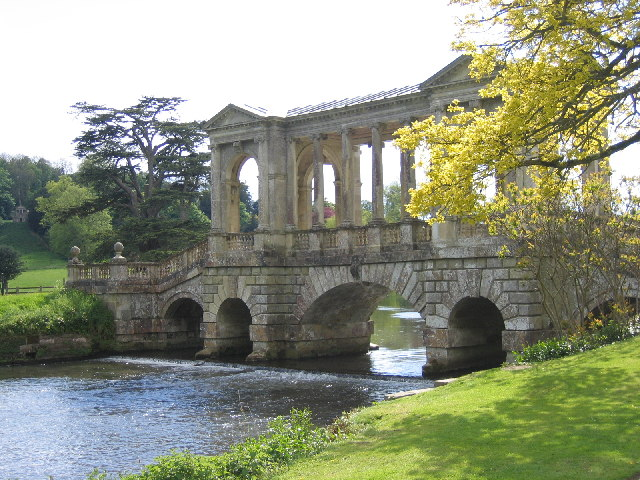
Fluindo sob a Palladian Bridge, em Wilton House
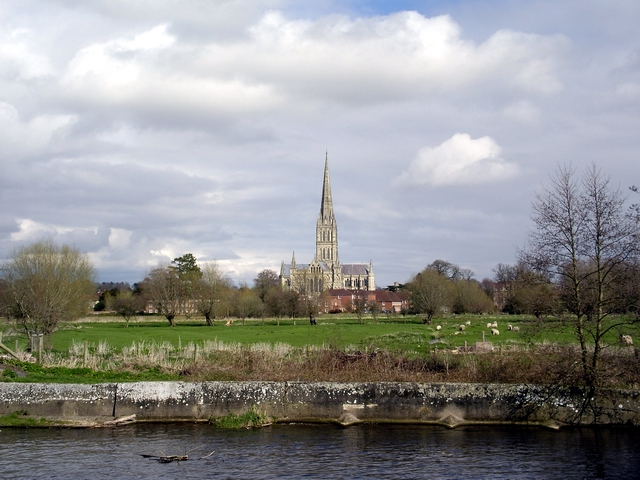
A Catedral de Salisbury vista do Nadder
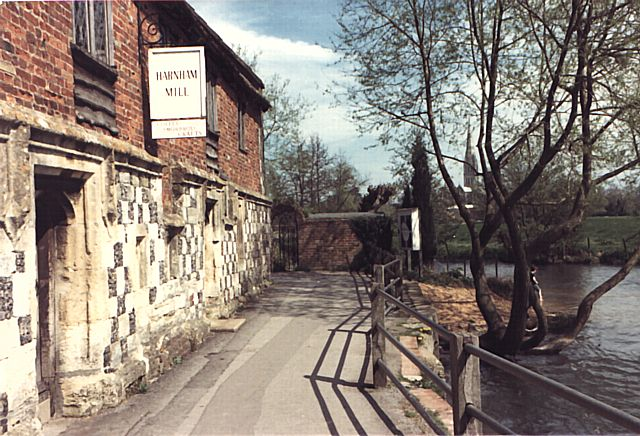
O moinho d'água em Harnham se localiza próximo ao encontro do Nadder com o Avon
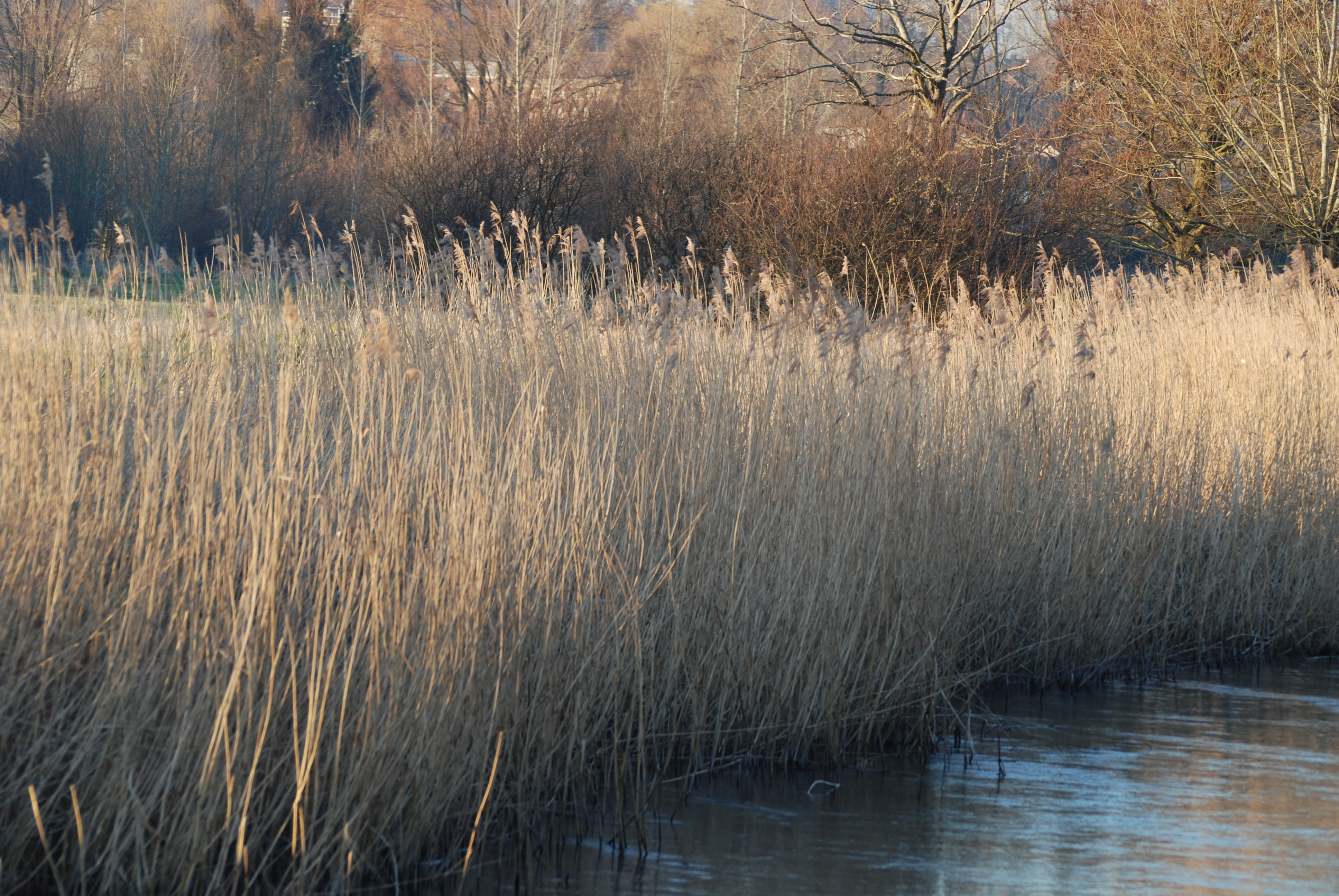
Juncos ao longo do Nadder, em Harnham